# 弗雷德里克·林德斯特伦
弗雷德里克·林德斯特伦（瑞典語：Fredrik Lindström，1989年7月24日—），瑞典男子冬季两项运动员。他曾代表瑞典参加2010年、2014年和2018年冬季奥林匹克运动会冬季两项比赛，获得一枚金牌。